# Centre hospitalier intercommunal de Poissy-Saint-Germain-en-Laye

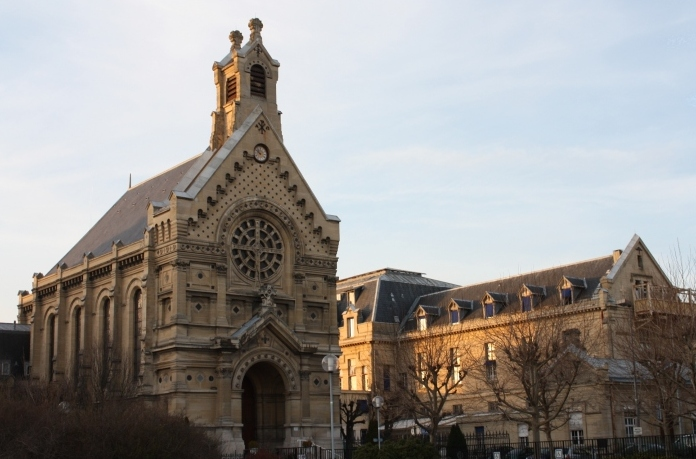
Entrada do Centre hospitalier intercommunal de Poissy-Saint-Germain-en-Laye

O  Centre hospitalier intercommunal de Poissy-Saint-Germain-en-Laye ou CHIPS (em francês,  Hôpital André Mignot) é um hospital de Poissy e Saint-Germain-en-Laye, na França.
Parte do Assistance publique - Hôpitaux de Paris e um hospital de ensino da Universidade de Versalhes Saint Quentin en Yvelines.